# Lac de Grand-Lieu
Der Lac de Grand-Lieu ist ein See südwestlich von Nantes im Département Loire-Atlantique, Frankreich, und gehört fast vollständig zur Gemeinde Saint-Philbert-de-Grand-Lieu. Er liegt auf einer Höhe von 5 m über NN, seine Oberfläche beträgt 62,92 Quadratkilometer; er ist damit im Winter der größte und nach dem Lac du Bourget im Sommer der zweitgrößte See Frankreichs.
Der See ist als lokales Naturschutzgebiet eingestuft, die Benutzung von Booten auf dem See ist nur einer kleinen Anzahl von lizenzierten Berufsfischern erlaubt.

## Tourismus
Aufgrund der Einstufung des Sees als Schutzgebiet ist der Zugang eingeschränkt. Die Schifffahrt auf dem See ist verboten und nur sieben Berufsfischer haben eine Sondergenehmigung erhalten. Aufgrund seiner flachen Topographie (der See ist maximal vier Meter tief, im Mittel 1,60 Meter) und seiner wilden Vegetation ist der See zudem schwer und nur bei Winterhochwasser von wenigen Stellen aus zugänglich, z. B. bei Bouaye im Norden, bei Pierre Aigüe in Saint-Aignan-Grandlieu und La Chevrolière im Osten.
Für Besucher wurde ein Museum eingerichtet, in dem der See und sein Ökosystem sowie die Geschichte der örtlichen Fischer dargestellt werden. Ein Observatorium ermöglicht es Touristen zudem, die Tierwelt in ihrem natürlichen Lebensraum zu beobachten.

## Geschichte

### Vorgeschichte und Altertum
Der Seeboden bildete sich vor etwa 50 Millionen Jahren, die heutige Topografie vor etwa zwei Millionen Jahren, die Umwandlung der heutigen Landschaft erfolgte in der Jungsteinzeit. Vor sechstausend Jahren waren die Flächen, die nicht vom Sand aufgefüllt worden waren, von einem dichten Wald bedeckt; die Ablagerungen dieses Waldes haben sich im Laufe der Zeit vergrößert und er ist heute der fünftgrößte Frankreichs, er enthält rund 29 Millionen Kubikmeter Torf. Der Seeboden besteht aus verschiedenen Ablagerungen, die bis zu dreißig Meter dick sind. In diesen Schichten haben sich Grundwasserleiter gebildet, die Süßwasser enthalten. Zur Datierung dieses Wassers wurde eine C-14-Analyse durchgeführt, die ergab, dass das Wasser seit 8700 Jahren eingeschlossen ist.

### Mittelalter
Vor dem Bau einer Rohrleitung im 18. Jahrhundert wurde das Wasser des Sees über den großen Sumpf in der Nähe der Île des Couëtils abgelassen und mündete dann in den Tenu, der dieses Gebiet durchquert, bevor er in die Loire mündet. Der Mündungsbereich des Tenu in die Loire wurde in der Nähe der Insel Marguerite angelegt (ein Gebiet, das ursprünglich Les troix chenaux (die drei Kanäle) genannt wurde).
Zur Zeit des Feudalismus gehörte der See der Seigneurie de Grand-Lieu. Nach 851, unter der bretonischen Herrschaft, wurde der See unter königliche und später unter herzogliche Sachwaltung gestellt. Im Jahr 1145 übergab Conan III., Herzog der Bretagne, seine Rechte an die Mönche der Abtei Buzay; die Mönche hielten die Rechte, zu denen auch das Recht auf Fischfang gehörte, für etwa 150 Jahre. Dann beschlossen sie, diese Rechte gegen eine jährliche Pacht von sieben Livres an den Seigneur de Vieillevigne abzutreten. Die Pachtzahlung wurde ab 1387 eingestellt. Die Familie Machecoul-Gastineau nahm die Rechte in Besitz, die ihnen nicht zustanden, und enteignete die ursprünglichen Inhaber.
Die Bevölkerung um die Stadt Nantes wurde mit Süßwasserfischen aus dem See versorgt. Den Herren wurde ein „Wasserrecht“ zugestanden, was bedeutet, dass sie das Recht hatten, mit einem großen Fischernetz zu fischen, was ihnen erlaubte, Fische in sehr großen Mengen zu fangen.

### Neuzeit
Da die Bevölkerung rund um den See von den häufigen Überschwemmungen betroffen war, veränderten sie im 18. Jahrhundert das Leben am See durch den Bau von Kanälen. Im Norden ermöglichte der Bau des Acheneau-Kanals die Regulierung der Abflüsse. Der Acheneau entspringt im Norden des Sees, mündet in den Lauf des Tenu und fließt dann in Richtung Loire.

### Nach der Französischen Revolution
Im Jahr 1809 plante der Comte Auguste de Juigné (1774–1850), der die Rechte an dem See besaß, ihn trockenzulegen, um 3000 Hektar für den landwirtschaftlichen Anbau zu verkaufen. Zu dieser Zeit war diese Art von Initiative üblich, die sich auf das wirtschaftliche Argument stützte, aber auch auf das Gesundheitsproblem, das Feuchtgebiete für die Bevölkerung in der Nähe mit sich bringen können. 1844 befand sich der See im Besitz der Familie Juigné, der Familie Louis de Saint-Aignan, der Familie Juchault des Jamonières und des Comte Antoine d’Eserot d’Estrée. Schließlich wurde die Zukunft des Sees nach einer Auseinandersetzung zwischen dem Comte de Juigné und dem Syndikat du Canal de Buzay, das von lokalen Persönlichkeiten geleitet wurde, entschieden. 
Ende des 19. Jahrhunderts plante Gustave de Juigné (1825–1900) als Nachfolger seines Vaters erneut die Entwässerung des Sees, doch dieses Mal stieß er auf den Widerstand von Gustave Roch (1844–1923), dem Abgeordneten von Loire-Inférieure. Nach einem Parlamentsbeschluss von 1898 entschied der Staatsrat, dass die Frage des Eigentums am See nur von der Justiz entschieden werden könne. Mit dieser Entscheidung war das Juigné-Projekt beendet.